# 1163

## Догађаји
- Март / април – Папа Александар III поставља камен темељац катедрале Нотр Дам у Паризу током владавине Луја VII од Француске.
- 19. мај – Почиње Сабор у Туру. Албигензи су именовани и осуђени као јеретици.
- Овајн Гвинед постаје делимични владар Краљевине Гвинед у северном Велсу након смрти Грифида ап Риса.
- Шлеска војводства прихватају суверенитет Светог римског царства.
- Слана поља Гуанфучанг (官富場) у Хонг Конгу (данашњи окрузи То Ква Ван, Коулун Беј, Квун Тонг и Лам Тин) први пут званично управља династија Сунг.

- Википедија:Непознат датум — Битка код Багије

## Смрти
- Абд ал-Мумин

- Балдуин III Јерусалимски

- Дујам I Франкопан

- Констанца Антиохијска

- Ладислав II Угарски